# Eldar Orussajew
Eldar Orussajew (kasachisch Эльдар Орусаев; geboren am 8. Februar 1994) ist ein kasachischer Nordischer Kombinierer.

## Werdegang
Eldar Orussajew trat erstmals bei der Winter-Universiade 2017 in Almaty international in Erscheinung. Im Gundersen-Wettkampf von der Normalschanze mit einem Skilanglauf über zehn Kilometer kam er auf dem 21. Platz ins Ziel. Im Massenstart, der ebenfalls von der Normalschanze und über zehn Kilometer ausgetragen wurde, erreichte er den 22. Rang. Am 10. März 2017 gab er im russischen Nischni Tagil sein Debüt im Continental Cup der Nordischen Kombination im Rahmen der Saison 2016/17 mit einem 42. Platz im Gundersen-Wettkampf. Am 19. August 2017 debütierte er in Oberwiesenthal auch im Grand Prix der Nordischen Kombination; im Teamsprint belegte er an der Seite von Schyngghys Rakparow den 21. Rang.
Bei den Nordischen Skiweltmeisterschaften 2019 in Seefeld in Tirol erzielte Orussajew im Gundersen-Wettkampf von der Normalschanze und über zehn Kilometer Skilanglauf den 55. Platz. Die kasachische Mannschaft, die neben ihm aus Schyngghys Rakparow, Wjatscheslaw Botschkarjow und Danil Gluchow bestand, erreichte im Teamwettbewerb den zwölften Rang. Zwei Jahre später trat er auch bei den Nordischen Skiweltmeisterschaften 2021 in Oberstdorf an. Im Einzelwettkampf von der Normalschanze wurde er 52., in dem von der Großschanze kam er auf Platz 51. Mit der Mannschaft erreichte er, dieses Mal an der Seite von Schyngghys Rakparow, Maghschan Amankeldiuly und Wjatscheslaw Botschkarjow, wie in Seefeld den zwölften Platz.